# Sangiaccato di Clissa
Il sangiaccato di Clissa o di Klis (in turco Kilis Sancağı; in serbo-croato Kliški sandžak) era un sangiaccato dell'Impero ottomano la cui sede era inizialmente nella fortezza di Clissa a Klis (nell'odierna Croazia) fino alla cattura da parte della Repubblica di Venezia nel 1648, e in seguito centrata a Livno tra il 1648-1826.

## Contesto
Il Sangiaccato di Clissa fu istituito il 12 marzo 1537, dopo la vittoria ottomana nell'assedio di Clissa. Clissa era la roccaforte degli Uscocchi e spina nel fianco sia sul lato veneziano che ottomano. Fu catturata dalle forze ottomane comandate da Murat Beg Tardić per conto di Gazi Husrev-beg che era il sanjak-bey del Sangiaccato di Bosnia.

## Divisione amministrativa
Il territorio del Sangiaccato di Clissa era composto dai territori di recente conquista della Bosnia occidentale, della Dalmazia (con i fiumi Cetina, Krka e Zrmanja), Lika e Krbava. Il vilayet Hırvat fu sciolto quando fu annesso dal nuovo sangiaccato di Klis nel 1537.
La prima indagine del territorio del Sangiaccato di Clissa venne effettuata nel 1540 nell'ambito del defter del Sangiaccato di Bosnia. Il defter del 1550 è il più antico conservato del Sangiaccato di Clissa. Questi defter dell'inizio del XV secolo mostrano che il territorio di questo sangiaccato era spopolato. Gli ottomani popolarono le terre desolate con una nuova ondata di pastori.
Il sangiaccato di Clissa faceva parte dell'Eyalet di Bosnia sin dalla sua fondazione nel 1580, come descritto dal famoso viaggiatore ottomano Evliya Çelebi.

## Governatori
Murat-beg Tardić fu nominato primo sanjak-bey del sangiaccato di Clissa. Tardić rimase in quella posizione fino al 1544, quando fu nominato al posto di sanjak-bey del Sangiaccato di Požega. Malkoč-beg morì nel 1545 in qualità di sanjak-bey di Clissa. Sinan, figlio della moglie del sultano e sanjak-bey del sangiaccato di Clissa, morì nel 1593 in una battaglia. Nel 1596 sanjakbey era Mustafa-pasha Pijade-pašić. Nel periodo 1609-1615 il sanjakbey era Zulfikar-pasha Atlagić il cui successore Piri-pasha lo uccise nel 1616. Nel 1645 il sanjak-bey era Miralem di etnia albanese. Nel 1648 sanjak-bey fu Mehmed Mustajbegović che perse Clissa a favore dei veneziani.